# Lispe isolata
Lispe isolata är en tvåvingeart som beskrevs av Malloch 1929. Lispe isolata ingår i släktet Lispe och familjen husflugor.
Artens utbredningsområde är Samoa. Inga underarter finns listade i Catalogue of Life.